# 三遊亭圓歌 (2代目)
二代目 三遊亭 円歌（さんゆうてい えんか、1890年4月28日 - 1964年8月25日）は、日本の落語家。本名∶田中 利助。出囃子は『踊り地』。新潟県新潟市出身。

## 来歴
新潟県立新潟中学校卒業。当時の落語家には珍しく旧制中学校卒業の高学歴で、家は洋館三階建ての裕福な両替屋であったが、祖母が米相場で失敗して破産し、神奈川県横浜市で貿易商館員として働くも、女性問題を起こしたことがきっかけで北海道札幌市に移り、京染屋を始める。花柳界相手の商売を通じて、元噺家の松廼家右喬と出会ったことで、落語に興味を抱き、素人演芸の集団に加わる。
北海道に移り住んだ後は旅回りの一座に入り、勝手に「東京落語の重鎮・三遊亭柳喬」と名乗っていたが、小樽市で巡業中の二代目三遊亭小圓朝に見つかり、それがきっかけとなり落語家の道に入る。1914年4月に東京の初代三遊亭圓歌に入門、三遊亭歌寿美と名乗る。
1917年に二ツ目昇進して三遊亭歌奴を名乗る。
1920年4月、真打昇進。1934年10月に二代目三遊亭円歌を襲名。
1963年、落語協会副会長に就任。その後、健康上の理由から落語協会会長を退いた志ん生の後任として円歌を推す動きがあり、本人も意欲を示していたが、志ん生が芸の力量を優先して六代目三遊亭圓生を会長に推薦したため、対立を避けるために志ん生の前任の会長であった八代目桂文楽が会長に復帰し、円歌は副会長に収まったという経緯がある。
腎臓病を患っており、1964年7月末にフジテレビの演芸番組に出演中に倒れ、結局は会長就任がかなわぬまま、8月25日に尿毒症で死去。享年74。没後、副会長職は圓生が引き継いだ（翌1965年に会長に就任）。

## 人物
非常な努力の末、新潟訛りと吃音を克服、普段の会話では吃り癖が残っていたが、高座に上がると弁舌さわやかに切り替わる名人ぶりを見せた。ただし高座の最中、不意に吃りが出ると扇子が痛むほど床で調子を取っていた。
モダンで明るく艶っぽい芸風で、女性描写は絶品であった。艶笑小噺もよく演じた。残された音源では放送禁止用語が連発されているものの、嫌らしくは聞こえないなど、かなりの力量を持った噺家であった。また高座では手拭いではなくハンカチを使い、腕時計を女性のように内側に向けて着けたまま演じていた。余芸で手品の披露をしたこともある。自身稽古をつけてもらった経験のある七代目立川談志によれば、演目の仕舞いに、自ら茶々を入れながら踊りを見せたりすることもあったという。大の歌舞伎ファンでもあった。
浅草から新宿末広亭への高座掛け持ち移動中に、時刻を知ろうと懐中時計を覗いたら、中の機械がすべて盗られてることに気づく。警察に届けたら、盗んだスリの神懸かりの仕事に感嘆する署員らに「ここまでされて、気づかなかったあんたもすごい」と呆れられたという。
五代目三遊亭圓楽は六代目三遊亭圓生に入門する2年前、入門するつもりはなかったが人柄が良さそうだったからという理由で、円歌に落語家になることについて相談をしに行った。
五代目古今亭志ん生とは、息子が志ん生の娘と結婚したため、一時期親戚関係にあった（円歌の死後に両者は離婚）。
円歌の本名「田中利助」は、落語「花色木綿（出来心）」で表札に書かれていた名前に今なお使用されることがある。
晩年は自家用車を買って自分で運転していたが、「人にぶつけてはいけない」と非常にスロー運転で、銀座で「あまりにも遅すぎる」（時速20km/h）と警察から罰金を取られたことがあるという。
70歳を過ぎても自ら進んで刑務所や老人ホームや町内会の慰問に出かけた。
三代目三遊亭金馬は兄弟子にあたる。「小言幸兵衛」とあだ名された金馬は楽屋から客に聞こえる声で「下手くそ」と罵るなど、円歌に対しては特にきつく当たったが、越後人らしく怒らず辛抱強く耐えていたという。

## 芸歴
- 1914年4月∶初代三遊亭圓歌に入門、歌寿美を名乗る。
- 1917年∶二ツ目昇進、歌奴に改名。
- 1920年4月∶真打昇進。
- 1934年10月∶二代目三遊亭円歌を襲名。

## 得意演目
持ちネタは多く、新作では「呼び出し電話」「社長の電話」「空き巣の電話」「ボロタク」「木炭車」「巻き返し」「馬大家」を演じた。芝居噺では「七段目」「将門」。古典では、あまり演じ手のない「紺田屋」「写真の仇討」「紋三郎稲荷」「山岡角兵衛」「首ったけ」「姫かたり」「夢の富」「七草」「西行」「羽団扇」「竜宮界龍の都」などを演じた。芸域は非常に広く、新作を演じることで知られた噺家ではあったが、古典の持ちネタは滑稽噺のみならず音曲噺、芝居噺、人情噺等多岐に渡ったという。その数は持ちネタの多さで知られる6代目三遊亭圓生にも匹敵する程ではなかったかと、5代目三遊亭圓楽は語っている。

## 一門弟子
- 三代目三遊亭圓歌 - 総領弟子
- 三代目三遊亭歌笑 - 三代目三遊亭金馬門下から移籍

### 移籍
- 三遊亭歌風 - 八代目三笑亭可楽からの預かり弟子で後に可楽門下へ戻る
- 四代目三遊亭歌笑 - 二代目円歌死後三代目三遊亭圓歌門下へ

### 色物
- 立花家色奴・小奴 - 色奴は三代目三遊亭圓遊の妻で小奴はその娘

### 廃業
- 三遊亭歌太郎
- 初代三遊亭歌橘

## メディア
高座の音源は多数残っておりレコード・CD化されている。落語を演じる映像はNHKにわずかに存在しており、うち東京落語会で演じられた新作落語「更衣（ころもがえ、作：龍紋寺晋）」(1964年６月19日収録）はカラー化され、2025年3月にNHKBS4K・Eテレで「カラーで蘇る二代目円歌」として放送された。出演は放送時点で唯一健在の弟子三遊亭歌笑（4代目）、聞き手は孫弟子にあたる立花家橘之助（2代目）、語りは牛田茉友。番組では、円歌が1952年に出演した映画「呼び出し電話」の映像も放送された。